# 1498
1498 (MCDXCVIII) je bilo navadno leto, ki se je po julijanskem koledarju začelo na ponedeljek.

## Rojstva
- - Marius Nizolius, italijanski humanist, retorik in filozof  († 1576)

## Smrti
- 23. maj - Girolamo Savonarola, italijanski pridigar (* 1452)
- Judah Messer Leon, italijanski judovski humanist, filozof, teolog, rabin (* 1420)